# Flikstare
Flikstare (Creatophora cinerea) är en huuvdsakligen afrikansk fågel i familjen starar inom ordningen tättingar. Den förekommer på savann i östra och södra Afrika, men ses även regelbundet på Arabiska halvön. Beståndet anses vara livskraftigt.

## Utseende och läte
Flikstaren är en 21 centimeter lång fågel med kort stjärt och spetsiga vingar. Den är huvudsakligen grå, men övergumpen är vit och vingpennor samt stjärt är svarta. Hane i häckningsdräkt har även en vit skulderfläck samt en distinkt huvudtteckning med bar gul hud, svart panna och hudflikar hängande från strupen. Utanför häckningstid har hanen endast en liten gul bar fläck bakom ögat och saknar flikarna, men har istället ett svart mustaschstreck. Hona och ungfågel liknar hane utanför häckningstid, men har brunt på stjärt och vingpennor. Flikstaren har olika typer av malande och väsande läten liknande starens, vanligast ett sreeeeeo.

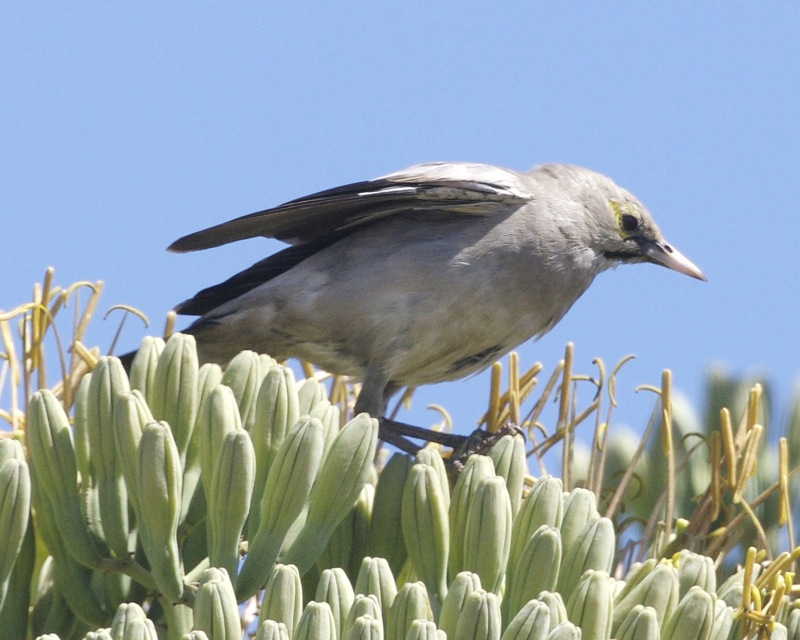
Hona.

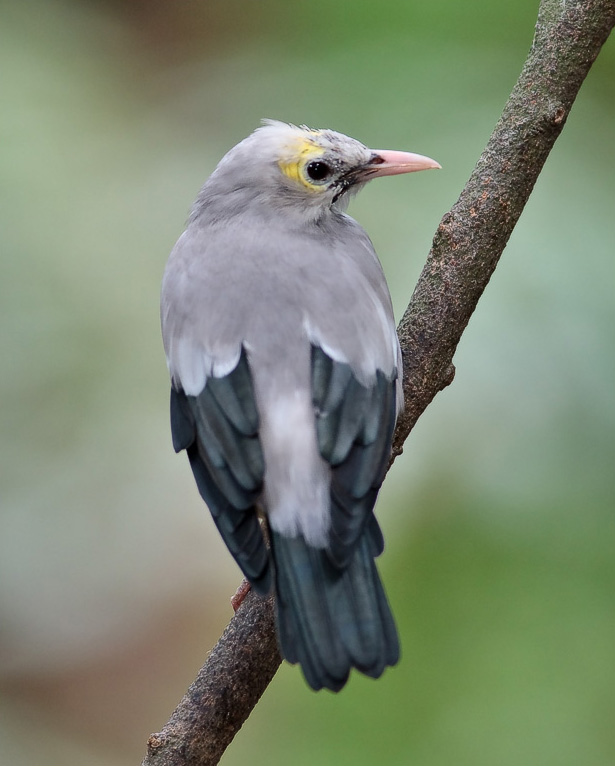
Hane utanför häckningstid.

## Utbredning och systematik
Flikstaren förekommer på savannen i östra och södra delarna av Afrika. Vintertid och under flyttning ses den även i Jemen och Oman, tillfälligt i Förenade Arabemiraten.

## Systematik
Flikstaren placeras som enda art i släktet Creatophora och behandlas som monotypisk, det vill säga att den inte delas in i några underarter. Den ingår i en grupp med i övrigt europeiska och asiatiska startarter som staren och majnorna i Acridotheres, och är således avlägset släkt med övriga afrikanska starar.

## Levnadssätt
Flikstaren är en mycket social fågel som formar stora flockar, gärna med andra starar. Liksom andra starar är den en allätare som intar både ryggradslösa djur, frön och bär, men föredrar insekter och då framför allt vandringsgräshoppor. Den kan ses födosöka på soptippar och ses även sitta direkt på boskap för att leta efter parasiter eller insekter som de skrämmer upp.

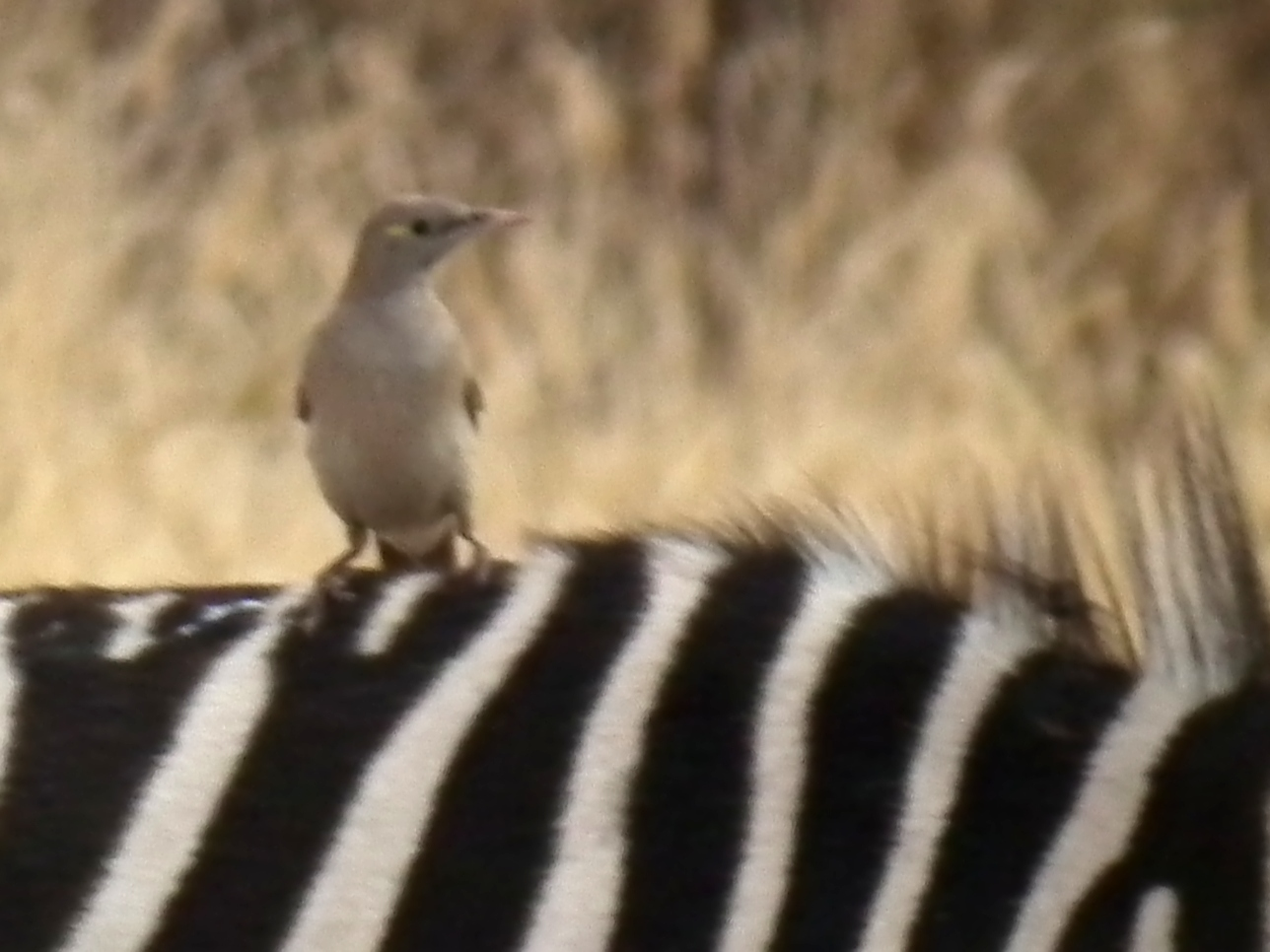

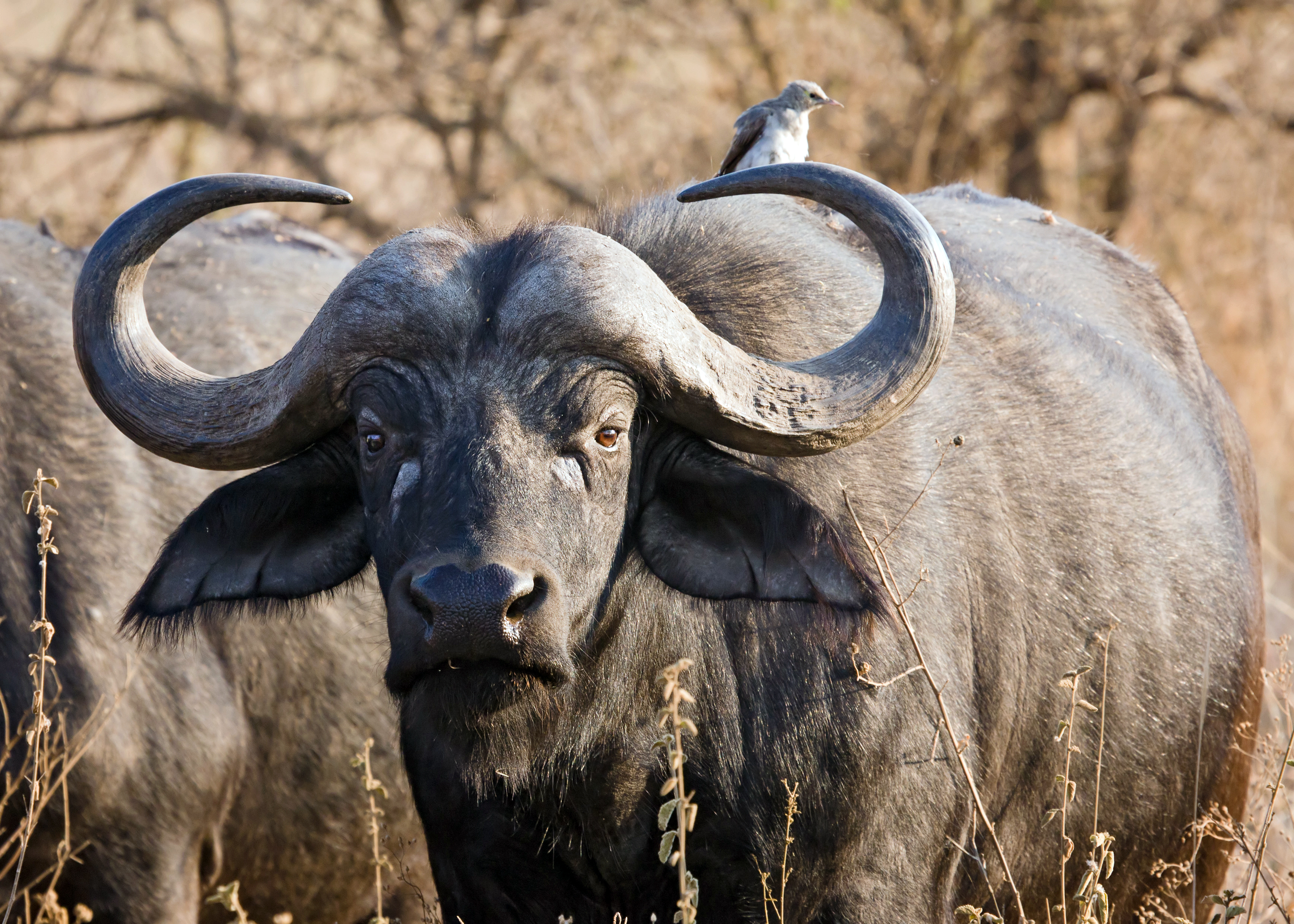

### Häckning
Flikstaren häckar en till tio meter ovan mark i kolonier i träd och buskar, som akacior och eukalyptus, gärna tillsammans med kapvävaren. I det sfäriska boet lägger honan vanligtvis tre till fyra blekblå ägg som ruvas i elva dagar. Båda könen hjälps åt med bobygge, ruvning och att mata ungarna. Efter 13-16 dagar lämnar ungarna boet men kan ännu inte flyga, varför de är sårbara för predatorer.

## Status och hot
Arten har ett stort utbredningsområde och en stor population med stabil utveckling och tros inte vara utsatt för något substantiellt hot. Utifrån dessa kriterier kategoriserar internationella naturvårdsunionen IUCN arten som livskraftig (LC). Världspopulationen har inte uppskattats men den beskrivs som generellt vanlig eller till och med mycket vanlig.

## Namn
Fågeln har på svenska även kallats gräshoppsstare med anledning av dess huvudföda.